# 권광진
권광진(1992년 8월 12일 ~ )은 대한민국의 보이그룹인 씨엔블루, 엔플라잉의 멤버였다.